# سیستم انتقال جریان متناوب انعطاف‌پذیر
سیستم انتقال جریان متناوب انعطاف‌پذیر (به انگلیسی: Flexible AC transmission system) یا FACTS سیستمی متشکل از تجهیزات استاتیک استفاده‌شده برای انتقال انرژی الکتریکی است. هدف آن بهبود کنترل‌پذیری و افزایش توانایی انتقال قدرت شبکه است. این سیستم عموماً ابزاری مبتنی بر ادوات الکترونیک قدرت است.
سیستم انتقال جریان متناوب انعطاف‌پذیر، توسط انجمن مهندسان برق و الکترونیک (IEEE) به این صورت تعریف شده است: «سیستم بر اساس ادوات الکترونیک قدرت و دیگر تجهیزات استاتیکی که کنترل یک یا چندین پارامتر سیستم انتقال انرژی جریان متناوب را برای بهبود کنترل‌پذیری و افزایش توانایی انتقال قدرت الکتریکی محقق می‌سازد.»

## نظریه
در حالت خط بی‌اتلاف، اندازه ولتاژ در سمت دریافت (انتهای خط) برابر سمت ارسال (ابتدای خط) است:
Vs = Vr=V
انتقال منجر به یک {\displaystyle \delta } ی پس فاز می‌شود که به راکتانس X خط وابسته است.
{\displaystyle {\begin{aligned}{\underline {V_{s}}}&=V\cos({\frac {\delta }{2}})+jV\sin({\frac {\delta }{2}})\\{\underline {V_{r}}}&=V\cos({\frac {\delta }{2}})-jV\sin({\frac {\delta }{2}})\\{\underline {I}}&={\frac {{\underline {V_{s}}}-{\underline {V_{r}}}}{jX}}={\frac {2V\sin {\frac {\delta }{2}}}{X}}\end{aligned}}}
از آن جا که این یک شبکه بی تلف است، توان اکتیو P آن برابر هر نقطه دیگر خط است:
{\displaystyle P_{s}=P_{r}=P=V\cos \left({\frac {\delta }{2}}\right)\cdot {\frac {2V\sin {\frac {\delta }{2}}}{X}}={\frac {V^{2}}{X}}\sin(\delta )}
توان راکتیو سمت ارسال منفی توان راکتیو سمت دریافت است:
{\displaystyle Q_{s}=-Q_{r}=Q=V\sin \left({\frac {\delta }{2}}\right)\cdot {\frac {2V\sin {\frac {\delta }{2}}}{X}}={\frac {V^{2}}{X}}(1-\cos \delta )}
از آنجایی که {\displaystyle \delta } خیلی کوچک است، توان حقیقی عمدتاً به {\displaystyle \delta }  بستگی دارد، حال آن که توان راکتیو عمدتاً به اندازه ولتاژ بستگی دارد.

### جبران‌سازی سری
سیستم انتقال ای‌سی انعطاف‌پذیر، برای جبران‌سازی سری امپدانس خط را اصلاح می‌کند: X کم می‌شود تا توان اکتیو قابل انتقال را زیاد کند. به هر حال، توان راکتیو بیشتری باید تأمین شود:
{\displaystyle {\begin{aligned}P&={\frac {V^{2}}{X-Xc}}\sin(\delta )\\Q&={\frac {V^{2}}{X-Xc}}(1-\cos \delta )\end{aligned}}}

### جبران‌سازی موازی
جریان راکتیو به خط تزریق می‌شود تا اندازه ولتاژ را تأمین کند. توان اکتیو قابل انتقال زیاد می‌شود تا توان راکتیو بیشتری تأمین شود.
{\displaystyle {\begin{aligned}P&={\frac {2V^{2}}{X}}\sin \left({\frac {\delta }{2}}\right)\\Q&={\frac {2V^{2}}{X}}\left[1-\cos \left({\frac {\delta }{2}}\right)\right]\end{aligned}}}